# سبات إسلامبولي
سبات إسلامبولي (توفيت سنة 1941) هي واحدة من أوائل الطبيبات السيدات في سوريا، كانت يهودية ومن أصل كردي،.

## التدريب الطبي
درست إسلامبولي في كلية الطب النسائية في بنسلفانيا في أمريكا، عندما كانت تذهب لكليتها كانت معروفة بارتدائها لقفطانها الحريري الداكن، تخرجت وحصلت على درجة الطب من كليتها في 1890.

## حياتها بعد ذلك
أصرت إسلامبولي على الرجوع إلى دمشق بعد تخرجها ثم بعد ذلك انتقلت إلى القاهرة في 1919. بعد ذلك فقدت كليتها الاتصال بها، القليلون يعرفون ما حصل لها بعد تخرجها وتركها لأمريكا، توفيت إسلامبولي في 1941.